# Christians in Science
Die Christians in Science (CiS) sind eine evangelikale britische Organisation von Wissenschaftlern, Philosophen, Theologen, Geistlichen, Lehrern und Studenten mit dem Ziel, den Dialog zwischen Christentum und Wissenschaft zu führen. Der Verband wurde in den 1940ern als eine der berufsspezifischen Gruppen der Inter-Varsity Fellowship of Evangelical Unions (IVF; heute Universities and Colleges Christian Fellowship, UCCF) gegründet und war seit den 1950er als Research Scientists’ Christian Fellowship bekannt. 1988 wurde der gegenwärtige Name angenommen.
Finanzielle Unabhängigkeit vom UCCF erreichte die Organisation 1996. Der Verband hat mehr als 850 Mitglieder und ist Mitglied der Evangelical Alliance. Es gibt ca. 25 Regionalgruppen im Vereinigten Königreich und Irland.
Zusammen mit dem Victoria Institute geben die Christians in Science zweimal jährlich die Zeitschrift Science and Christian Belief heraus.

## Statement of Faith und Ziele
Die Christians in Science sind eine „explicitly Christian society“ (Explizit christliche Vereinigung) und die Mitgliedschaft ist möglich, wenn man das „Statement of Faith“ (Glaubensbekenntnis) unterzeichnet. Vereinigungen und Organisationen, wie zum Beispiel Bibliotheken, können als Associate Members (assoziierte Mitglieder) aufgenommen werden.

“I declare my belief in the triune God as creator and sustainer of the universe, and my faith in Jesus as Saviour, Lord of all and God.
I acknowledge the Bible as the Word of God and its final authority in matters of faith and conduct.
As a steward of God’s world, I accept my responsibility to encourage the use of science and technology for the good of humanity and the environment.
I agree with the aims of Christians in Science.”

„Ich erkläre meine Überzeugung für den dreieinigen Gott als Schöpfer und Erhalter des Universums, und meinen Glauben an Jesus als Retter, Herr des Alls und Gott.
Ich erkenne die Bibel an als Wort Gottes und ihre oberste Autorität in Belangen von Glauben und Verhalten.
Als ein Haushalter von Gottes Welt akzeptiere ich meine Verantwortung für die Ermutigung von Wissenschaft und Technologie zur Förderung von Menschheit und Umwelt.
Ich stimme mit den Zielen von Christian in Science überein.“

Ziele

Science and faith

To develop and promote biblical Christian views on the nature, scope and limitations of science, and on the changing interactions between science and faith.
To bring biblical Christian thought on scientific issues into the public arena.

Faith and the environment

To stimulate responsible Christian attitudes and action towards care for the environment.

Students

To help Christians who are science students to integrate their religious beliefs and their scientific studies.

„Wissenschaft und Glaube

Christliche Sichtweisen auf die Natur, den Blickwinkel und die Begrenzungen der Wissenschaft zu entwickeln und zu verbreiten, ebenso wie für die wechselnden Wechselbeziehungen zwischen Wissenschaft und Glaube.

Biblisches christliches Gedankengut zu wissenschaftlichen Themen in die Öffentlichkeit zu bringen.

Glaube und Umwelt

Verantwortliche christliche Herangehensweisen und Aktionen für die Umwelt anzuregen.

Studenten

Christen, die Studenten der Wissenschaften sind, zu helfen, ihre religiösen Überzeugungen und ihre wissenschaftlichen Studien zu kombinieren.“

## Persönlichkeiten
- R. J. Berry (1934–2018), Genetiker
- John T. Houghton (1931–2020), Klimaforscher